# Галімов Станіслав Раїсович
Станіслав Раїсович Галімов (рос. Станислав Раисович Галимов; 12 лютого 1988, м. Челябінськ, СРСР) — російський хокеїст, воротар. Виступає за «Атлант» (Митищі) у Континентальній хокейній лізі. Майстер спорту.
Вихованець хокейної школи «Трактор» (Челябінськ). Виступав за «Нафтовик» (Альметьєвськ), «Ак Барс» (Казань), «Барс» (Казань).
У складі молодіжної збірної Росії учасник чемпіонату світу 2008. У складі юніорської збірної Росії учасник чемпіонату світу 2006.
Досягнення
- Володар Кубка Гагаріна (2009, 2010)
- Бронзовий призер молодіжного чемпіонату світу (2008)
- Учасник матчу усіх зірок КХЛ (2015).